# Aftermath (Band)
Aftermath ist eine US-amerikanische Progressive- und Thrash-Metal-Band aus Chicago, Illinois, die im Jahr 1985 gegründet wurde, sich 1996 auflöste und seit 2015 wieder aktiv ist.

## Geschichte
Kyriakos „Charlie“ Tsiolis lernte in der Highschool Steve Sacco kennen, woraufhin sich beide entschieden, Lieder zusammen zu schreiben. Sacco und Tsiolis fügten daraufhin Ray Schmidt als Schlagzeuger hinzu. Tsiolis hatte Schmidt zuvor durch seinen Bruder kennengelernt und beide hatten bereits einige Male in einer Band zusammen gespielt. Durch die Empfehlung eines Freundes von Tsiolis holte man sich Adam als Bassisten zur Besetzung. In der Halloween-Nacht 1985 spielten die Mitglieder erstmals als Band zusammen.
Die Gruppe probte drei bis vier Mal pro Woche, ehe im Juni 1986 der erste Auftritt in einem lokalen Club folgte zusammen mit den Bands Terminal Death und Devastation. Bei den Veröffentlichungen des ersten Demos sowie des zweiten Killing the Future bestand die Band noch aus der Originalbesetzung. Danach kam John Lovette als neuer Bassist zur Band, da die Mitglieder diesen als professioneller empfanden. Erst später fanden sie heraus, dass er eigentlich Gitarrist war und noch nie zuvor Bass gespielt hatte. Außerdem suchte die Gruppe nach einem zweiten Gitarristen. Nach vergeblicher mehrmonatiger Suche gab sich Lovette als Gitarrist zu erkennen, woraufhin er zu diesem Posten wechselte. Die Besetzung am Bass wechselte anschließend mit Danny Vega, Pat Delagarza und schließlich Chris Waldron mehrfach.
Innerhalb von zehn Jahren spielte die Band nur 33 Konzerte. Dabei trat sie zusammen mit Gruppen wie Mercyful Fate, Solitude Aeturnus, Sacrifice, Crumbsuckers, Flotsam and Jetsam, Cynic, Mind Funk, Trouble, Cyclone Temple, Carcass, Pitchshifter, Macabre sowie vielen lokalen Bands auf. Außerdem spielte sie auf dem siebten, achten und neunten Metal Fest. Ein Großteil ihrer Auftritte fand in Chicago statt. Auch spielte sie in kleineren Dörfern in Illinois sowie auch in Milwaukee, Minneapolis und Detroit.
Neben einem weiteren Demo im Jahr 1989 unter dem Namen Words That Echo Fear nahm die Gruppe 1990 eines für Roadrunner Records auf, ehe ein weiteres Demo 1996 aufgenommen wurde. Auch ist die Gruppe auf dem Sampler Metal Forces Presents… Demolition - Scream Your Brains Out des Magazins Metal Forces zu hören. Die Gruppe erhielt Anfragen von Labels wie New Renaissance Records, allerdings wartete sie auf größere Labels wie Metal Blade Records, Combat Records und Roadrunner Records. Bis auf ein Demo für letzteres Label konnte die Band bei diesen Plattenfirmen jedoch nichts erreichen.
Das erste und einzige Album Eyes of Tomorrow, wurde 1991 aufgenommen. Zuvor hatte das Label Big Chief Records die Band im Jahr 1990 hierfür unter Vertrag, allerdings ging das Label während der Aufnahmen des Albums bankrott. Stattdessen erschien das Album 1994 bei dem bandeigenen Label Zoid Recordings, bei dem der Bruder von Tsiolis als President und Manager fungierte. Ursprünglich war die Veröffentlichung des Tonträgers für das Jahr 1990 geplant gewesen. Da die Originalpressung schon bald ausverkauft war, tat man sich mit Thermometer Sound Surface zusammen, um weitere Tonträger anzufertigen und das Album wiederzuveröffentlichen. Auch Thermometer ging kurze Zeit später bankrott. 1998 wurde das Album bei Black Lotus Records erneut wiederveröffentlicht.
Durch einen verlorenen Namensrechtsstreit mit dem Hip-Hop-Label Aftermath Entertainment von Dr. Dre kam es 1996 zur Auflösung der Band. Ihren letzten Auftritt hatte die Band in Chicago vor über 6.000 Fans abgehalten, wobei die Gruppe zu diesem Zeitpunkt von der baldigen Auflösung noch nicht wusste. Daraufhin wurde mit Mother God Moviestar ein neues Projekt gegründet. Über Interscope Records erschien 1998 ein selbstbetiteltes Album, ehe sich die Band nach einer US-Tour auflöste. Danach gründeten Tsiolis und John Lovette die Band Stripping the Pistol.
Im Jahr 2015 fand sich die Band wieder zusammen und wiederveröffentlichte zum dreißigsten Geburtstag der Band Eyes of Tomorrow bei Shadow Kingdom Records, wobei es von Paul Logus (Pantera, Stone Sour, Satyricon, Steel Panther) neu gemastert worden war. Auch wurde Killing the Future von Logus neu gemastert und auf CD bei Divebomb Records wiederveröffentlicht. Das Angebot für einen Auftritt auf dem Headbangers Open Air im Juli 2015 sowie zur Wiederveröffentlichung des Albums von Shadow Kingdom Records hatte die Mitglieder dazu bewogen die Band wiederzubeleben. Ihr erster Auftritt seit der Wiedervereinigung wurde allerdings im Mai auf dem Ragnarökkr Metal Apocalypse in Chicago abgehalten.

## Stil
Im Interview mit metalcorefanzine.com gab Kyriakos „Charlie“ Tsiolis an, dass zu Beginn Slayer und Hardcore-Punk-Bands Einflüsse von Aftermath waren. Dies könne man vor allem auf dem ersten Demo hören. Eduardo Rivadavia von Allmusic beschrieb Aftermath als Progressive-Thrash-Metal-Band. Eyes of Tomorrow empfand er als technisch sehr anspruchsvoll, wodurch er sich an Anacrusis erinnert fühlte. Blabbermouth.net schrieb, dass die Gruppe einzig dazu gegründet wurde, schneller zu spielen als jeder zuvor. Anfangs habe die Gruppe noch Crossover gespielt, wodurch sie zu den Pionieren dieses Genres gezählt habe. Nachdem die Band mit Lovette einen zweiten Gitarristen hinzugefügt und Words That Echo Fear veröffentlicht habe, habe die Gruppe sich allerdings von diesem Genre abgewandt hin zum dunklen, komplexen, technisch anspruchsvollen und progressiven Thrash Metal. Holger Stratmann vom Rock Hard empfand die Lieder auf Killing the Future als abwechslungsreich, wobei er besonders die „mit Synthesizerklängen unterlegten Akustikgitarrenbreaks“ hervorhob. Am ehesten sei die Musik mit der von Sanctuary vergleichbar. Die Gruppe spiele eine Mischung aus Progressive- und Thrash-Metal, die größtenteils harte und schwere Beats beinhalte. Die Gruppe beziehe ihre Einflüsse außerdem aus Jazz, Funk und Klassik. Bei dem Gesang handele es sich um Sprechgesang, der an Ronnie „Nasty Ronnie“ Galetti und Thomas Gabriel Fischer erinnere.

## Diskografie
- 1986: Demo #1 (Demo, Eigenveröffentlichung)
- 1987: Killing the Future (Demo, Eigenveröffentlichung)
- 1989: Words That Echo Fear (Demo, Eigenveröffentlichung)
- 1990: Roadrunner Demo (Demo, Eigenveröffentlichung)
- 1994: Eyes of Tomorrow (Album, Zoid Recordings)
- 1996: Demo (Demo, Eigenveröffentlichung)
- 2011: When Will You Die? - Demos 1986/1987 (Kompilation, F.O.A.D. Records)
- 2011: When Will You Die? - Demos 1989/1990 (Kompilation, F.O.A.D. Records)
- 2011: 25 Years of Chaos (Box-Set, AreaDeath Productions)
- 2019: There Is Something Wrong (Album, Zoid Entertainment)